# 格里茲利皮克 (加利福尼亞州)
格里茲利皮克（英語：Grizzly Peak）是位於美國加利福尼亞州埃爾多拉多縣的一個非建制地區。該地的面積和人口皆未知。

## 地理
格里茲利皮克的座標為38°37′57″N 120°32′39″W / 38.63250°N 120.54417°W，而該地的平均海拔高度為1199米（即3934英尺）。